# Комиджан
Комиджа́н, или Хумеджа́н, или Комаза́н, или Комиза́н, или Комеджа́н, или Комейджа́н, или Кумиза́н (перс. كميجان‎) — небольшой город на западе Ирана, в провинции Меркези. Административный центр шахрестана  Комиджан. По данным переписи, на 2006 год население составляло 7 358 человек.

## География
Город находится в восточной части Центрального остана, в горной местности, на высоте 1 750 метров над уровнем моря.
Комиджан расположен на расстоянии приблизительно 75 километров к северо-западу от Эрака, административного центра провинции и на расстоянии 205 километров к юго-западу от Тегерана, столицы страны.